# Thøger Olesen
Bent Thøger Olesen (17. december 1923 i Aalborg – 12. marts 1977 i København) var dansk sangtekstforfatter.
Thøger Olesen var uddannet skorstensfejer. Han skrev i 1940'erne og 50'erne digte og noveller til aviser. Via grammofonpladeselskabet Tono begyndte han at skrive sangtekster i samarbejde med folk som underholdningschef Svend Pedersen og komponisten Kjeld Bonfils. Dette skriveri af sangtekster udviklede sig, og Thøger Olesen blev en meget benyttet tekstforfatter til popmusikken i Danmark. Han oversatte også sangtekster, blandt andet flere af Shel Silversteins sange. I 1965 oprettede han Vise-Vers-Huset i Tivoli. Her samlede han visesangere som Cæsar, Per Dich og Trille. Udover at skrive under eget navn benyttede han sig også af pseudonymer som Allan Hondé og Peter Mynte.
Thøger Olesen skrev teksten til 140 af de sange, der lå på Dansktoppen i perioden 1968-1977. Dermed var han uden sammenligning den mest flittige bidragsyder til programmet. Samlet nåede Olesen at skrive over 2000 danske sangtekster fra sidst i 1950'erne og frem til sin død i 1977.

## Udvalg af sangtekster
- "Heksedansen"
- "Den gamle gartner"
- "25 minutter endnu"
- "La’ mig bli’ no’et"
- "Storkespringvandet"
- "Verdens uheldigste mand"
- "Bli' væk fra vort kvarter"
- "Arrivederci Franz"
- "En ubåd der er gul"
- "Gid du var i Skanderborg'"

Bibliografi:
Thøger Olesen: Alle mine onkler. 1955. Hasselbalch, 1955. 110 sider.

## Ekstern henvisning
- Thøger Olesen på Internet Movie Database (engelsk)
- Thøger Olesen på Filmdatabasen
- Thøger Olesen på danskefilm.dk
- Thøger Olesen på danskfilmogtv.dk
- Danskehitlister.dk oversigt over sange med tekst af Thøger Olesen på de danske hitlister 1963 til 1977
- Thøger Olesen på gravsted.dk